# Tunnel de Sakhaline

Carte du projet

Le tunnel de Sakhaline est un projet de tunnel, qui vise à relier l'île Sakhaline à la Russie continentale, séparées d'une dizaine de kilomètres au niveau du détroit de Nevelskoï, dans sa partie la plus étroite.

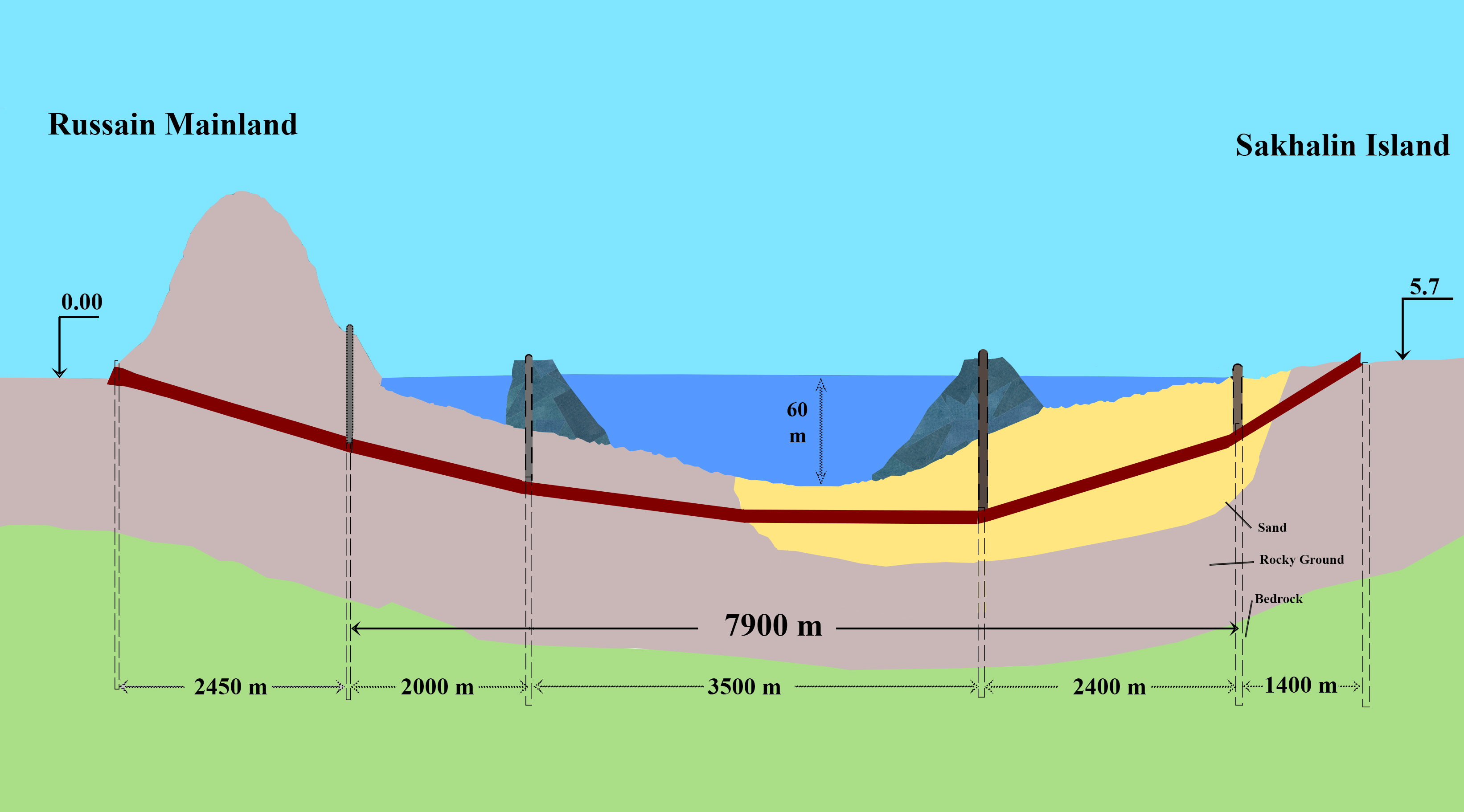
Tunnel de Sakhaline